# Liste d'élections en 1797
Chronologie des élections
- 1793
- 1794
- 1795
- 1796
- 1797
- 1798
- 1799
- 1800
- 1801

Cet article recense les élections organisées durant l'année 1797.

Dans les années 1790, seuls trois pays organisent des élections nationales, au sens de consultations populaires : le Royaume de Grande-Bretagne ; les États-Unis d'Amérique ; et la France. À ceux-ci, il faut ajouter le Royaume d'Irlande, État officiellement distinct du Royaume de Grande-Bretagne et doté de son propre parlement.

## Élections nationales en 1797
| Date                            | État       | Élection ou référendum                    | Contexte | Résultat |
| ------------------------------- | ---------- | ----------------------------------------- | --- | --- |
| 12 avril 1796 - 15 octobre 1797 | États-Unis | Législatives (chambre (en) et sénat (en)) | Élection au suffrage censitaire masculin.Comme ces élections sénatoriales américaines ont eu lieu avant la ratification du dix-septième amendement en 1913, les sénateurs ont été choisis par les législatures des États. | Alternance. Le Parti fédéraliste, favorable au gouvernement du président John Adams, remporte la majorité absolue des sièges à la Chambre des représentants, et la conserve au Sénat,. |
| 1797                            | Irlande    | Générales (en)                            | | Cette section est vide, insuffisamment détaillée ou incomplète. Votre aide est la bienvenue ! Comment faire ?                                                                          |
| 8 août                          | Pays-Bas   | Référendum constitutionnel (en)           | | Cette section est vide, insuffisamment détaillée ou incomplète. Votre aide est la bienvenue ! Comment faire ?                                                                          |